# David Live
| 전문가 평가                   | 전문가 평가 |
| 평가 점수                     | 평가 점수   |
| 출처                          | 점수        |
| ----------------------------- | ----------- |
| AllMusic                      | [ 1 ]       |
| Blender                       | [ 2 ]       |
| Christgau's Record Guide      | C–          |
| Encyclopedia of Popular Music | [ 4 ]       |
| MusicHound                    | 3/5         |
| Pitchfork                     | 7.7/10      |
| The Rolling Stone Album Guide | [ 7 ]       |
| Select                        | 4/5         |
| Spin Alternative Record Guide | 1/10        |

《David Live》는 1974년 RCA 레코드를 통해 발매된 영국의 음악가 데이비드 보위의 첫 번째 공식 라이브 음반이다. 이 음반은 그해 7월 필라델피아 교외의 펜실베이니아주 어퍼다비에 있는 타워 극장에서 보위의 Diamond Dogs Tour의 첫 구간에서 녹음되었다. 《Young Americans》의 대부분을 위한 필라델피아에서의 녹음 세션에 이어 더욱 영혼 지향적인 두 번째 레그는 라이브 발매인 《Cracked Actor (Live Los Angeles '74)》 (2017년)와 《I'm Only Dancing (The Soul Tour 74)》 (2020년)에 반영되어 '솔 투어'로 이름이 변경되었다.
이 음반은 보위가 자신의 경력의 《Ziggy Stardust》/《Aladdin Sane》 글램 록 시대에서 《Young Americans》의 '플라스틱 솔'로 이행하는 모습을 포착한다. 커버에는 보위가 1974년 10월부터 어깨 패드와 교정기를 갖춘 최신 솔 실의 헐렁한 바지 정장을 입은 사진이 실렸지만, 이 음악은 그는 오리지널 소재의 가장 최근의 두 개의 스튜디오 음반을 선보이고 있을 때, 《Diamond Dogs》와 《Aladdin Sane》는 물론, 《Ziggy Stardust》와 그 이전 작품에서 가장 인기 있는 작품들이다.
이 투어는 보위의 가장 야심찬 공연으로, 《Diamond Dogs》의 사후 아포칼립틱 배경인 〈Hunger City〉를 환기시키기 위해 설계된 거대한 세트와 마이클 카멘이 이끄는 그의 가장 큰 밴드를 특징으로 한다. 이 투어는 앨런 옌토브의 《크랙크드 액터》(1975년)에 녹음되었다.
2005년, 이 음반은 토니 비스콘티에 의해 완전히 리믹스된 후 4개의 트랙과 함께 재발매되었다.

## 배경
데이비드 보위는 1974년 6월 14일부터 7월 20일까지 Diamond Dogs Tour에서 그의 여덟 번째 스튜디오 음반 《Diamond Dogs》를 지원했다. 크리스 랭하트가 공동 설계하고 건설한 이 작품은 정교한 세트피스와 25만 달러의 비용이 들었다. 프리츠 랑의 《메트로폴리스》 (1927년)와 로베르트 비네의 《칼리가리 박사의 밀실》 (1920년)은 독일 표현주의에 대한 보위의 관심으로 인해 이 투어의 설계에 영향을 미쳤다. 1974년 9월 2일부터 12월 1일까지 진행된 투어의 2차전은 보위가 8월부터 《Young Americans》를 위해 녹음하기 시작한 솔 음악의 영향으로 '솔 투어'라는 별명이 붙었다. 이 쇼들은 크게 바뀌었고, 부분적으로는 보위가 디자인에 싫증을 느끼고 그가 만들고 있는 새로운 사운드를 탐험하기를 원했기 때문에 더 이상 정교한 세트피스를 특징으로 하지 않았다. 보위는 이전 다리에서 곡을 떨어뜨렸고, 《Young Americans》의 곡을 새로 추가했다.

## 상업적 성과
《David Live》는 영국 차트 2위 (투어가 북미를 방문했을 뿐), 캐나다 5위 (투어가 시작된 곳), 미국 8위에 올랐으며, 싱글로 발매된 〈Knock on Wood〉는 영국에서 10위에 올랐다. 2005년 음반의 재발매는 마침내 오리지널 콘서트의 완전한 곡 목록과 토니 비스콘티의 새로운 믹스를 포함했는데, 이는 이전 음반의 충실도에 비해 개선된 것이라고 한다.

## 곡 목록
모든 곡들은 특별한 언급이 없는 한 데이비드 보위에 의해 작사/작곡하였다.
| #  | 제목                                            | 재생 시간 |
| -- | ----------------------------------------------- | --------- |
| 1. | 〈1984〉                                        | 3:21      |
| 2. | 〈Rebel Rebel〉                                 | 2:42      |
| 3. | 〈Moonage Daydream〉                            | 5:10      |
| 4. | 〈Sweet Thing/Candidate/Sweet Thing (Reprise)〉 | 8:48      |

| #  | 제목                              | 재생 시간 |
| -- | --------------------------------- | --------- |
| 1. | 〈Changes〉                       | 3:36      |
| 2. | 〈Suffragette City〉              | 3:46      |
| 3. | 〈Aladdin Sane (1913-1938-197?)〉 | 4:58      |
| 4. | 〈All the Young Dudes〉           | 4:19      |
| 5. | 〈Cracked Actor〉                 | 3:29      |

| #  | 제목                      | 작사·작곡                    | 재생 시간 |
| -- | ------------------------- | ---------------------------- | --------- |
| 1. | 〈Rock 'n' Roll with Me〉 | 보위, 워런 피스              | 4:19      |
| 2. | 〈Watch That Man〉        |                              | 4:23      |
| 3. | 〈Knock on Wood〉         | 에디 플로이드, 스티브 크로퍼 | 3:08      |
| 4. | 〈Diamond Dogs〉          |                              | 6:34      |

| #  | 제목                                                       | 재생 시간 |
| -- | ---------------------------------------------------------- | --------- |
| 1. | 〈Big Brother/Chant of the Ever-Circling Skeletal Family〉 | 4:11      |
| 2. | 〈The Width of a Circle〉                                  | 8:14      |
| 3. | 〈The Jean Genie〉                                         | 5:19      |
| 4. | 〈Rock 'n' Roll Suicide〉                                  | 4:49      |

## 인증
| 국가                       | 인증 | 판매량/출하량 |
| -------------------------- | ---- | ------------- |
| 미국 (RIAA)                | 골드 | 500,000^      |
| ^출하량을 기반으로 한 인증 |      |               |